# Куреши, Мухаммад Хафиз
Мухаммад Хафиз Куреши (урду: محمد حفيظ قريشى; д.р. 28 января 1930 — 11 августа 2007), известный как Хафиз Куреши — пакистанский учёный-ядерщик и инженер-механик, сотрудник Комиссии по атомной энергии Пакистана (Pakistan Atomic Energy Commission, PAEC).
Куреши был директором секретного подразделения Комиссии по атомной энергии Пакистана, отвечавшего за испытания ядерного оружия, курировал работу по производству систем вооружения, имел опыт в инженерных приложениях ядерной физики и прикладной механики. Также известен за продвижение идеи вступления Пакистана в ядерный клуб.

## Биография
Куреши родился в Капуртале, Пенджаб, в пенджабской мусульманской семье в 1930 году :1256. Его семья эмигрировала в Пакистан после раздела Индии в 1947 году и поселилась в Карачи, Синд.  Куреши поступил в Университет Карачи в 1956 году и частично оплачивал учебу, работая автомехаником. В общежитии университета его одноклассником и другом был будущий физик-оптик Мухаммад Джамиль. Куреши получил степень бакалавра по физике. Ему была предоставлена стипендия для продолжения учебы в Университете штата Мичиган в Соединенных Штатах.
В Университете штата Мичиган Куреши поступил на инженерный факультет и получил степень бакалавра, а затем — магистра в области машиностроения. Его диссертация по машиностроению содержала работы по приложениям сопротивления материалов. В 1960 году он был принят в докторантуру, но оставил учебу:1256.
Вернувшись в Пакистан в 1960 году, Куреши начал работать в Механической лаборатории Карачи (Karachi Mechanical Laboratories, KML), где возглавил департамент машиностроения. Вскоре он покинул лабораторию и в 1963 году через Мухаммада Джамиля поступил на работу в Комиссию по атомной энергии Пакистана, где присоединился к штату физиков, возглавляемому Наимом Ахмадом Ханом.

## Комиссия по атомной энергии Пакистана
После прихода в Комиссию Куреши присоединился к старшему персоналу Центра атомной энергии, расположенного в Лахоре, где с 1963 года работал в механическом цехе. Куреши руководил работой над генератором нейтронов для исследований в области физики элементарных частиц. В 1965 году Куреши переехал в Нилор для работы в Пакистанском институте ядерной науки и технологии (PINSTECH) в команде по созданию ядерной реакторной установки PARR-I. В 1965 году этот реактор достиг критического состояния. Во время работы в институте Куреши сблизился с физиком-ядерщиком доктором Наимом Ахмадом Ханом. Хан оставался его наставником и другом всю жизнь. По приглашению Хана Куреши присоединился к подразделению по исследованиям эффективных методов обогащения урана, в которое входили Султан Махмуд и Самар Мубаракманд.
В начале 1971 года при институте был основан отдел применения радиационных изотопов (Radiation Isotope Application Division, RIAD). В декабре 1971 года Куреши был назначен директором отдела.

### Проект атомной бомбы
В марте 1974 года, вскоре после испытаний «Улыбающегося Будды» в Индии, Куреши присутствовал на встрече с Ханом, Абдус Саламом, Риазуддином, Ишфаком Ахмадом и Муниром Ахмадом Рашидом, где Куреши было поручено разработать механические компоненты для взрыва ядерного оружия. Хан дал Куреши указание объединить усилия с Заманом Шейхом (Zaman Sheikh), инженером-химиком из Организации оборонной науки и технологий (DESTO). Созданной группе было присвоено кодовое название Wah Group Scientists (WGS). Состоялось еще одно заседание об осуществимости проекта создания такого оружия. На нём присутствовали Абдус Салам и Риазуддин в качестве представителей Группы теоретической физики, Асгар Кадир и Мунир Ахмад Рашид из группы математической физики, Ишфак Ахмад из отдела ядерной физики, Куреши и Заман из группы ученых от Wah Group Scientists. Во время встречи слово «бомба» ни разу не использовалось, вместо этого ученые использовали завуалированные научные термины. Было решено разработать «имплозионное» устройство деления типа «пушка», тип которого позволял экономию на использовании расщепляющегося материала.
Группа Wah Group Scientists выступила с инициативой разработок высокоточных механических и химических компонентов для получения данных при вступлении взрывчатого вещества в контакт с ядерным материалом и для спусковых механизмов детонации. У института не хватало оборудования для проведения этих экспериментов в своих лабораториях, поэтому 25 марта 1974 года Абдус Салам вместе с Муниром Ахмад Ханом и Риазуддином посетил Пакистанские артиллерийские заводы, где Салам провел переговоры с генерал-лейтенантом Камаром Али Мирзой, и в 1976 году была построена Металлургическая лаборатория. К 1979 году в этой лаборатории группа ученых разработала химические взрывчатые материалы и спусковые механизмы. Недостающее оборудование с числовым программным управлением приобрели в 1978 году.
В 1979 году Куреши работал с Ханом над строительством ядерного реактора PARR-III неподалеку от Нилора. Процесс проектирования реактора возглавляли Хан и Куреши, а инженерный корпус пакистанской армии руководил строительством реактора для разделения плутония. В 1980 году реактор вошел в критическое состояние и вышел на полную мощность в 1981 году. В 1982 году реактор произвел первую партию оружейного плутония.

### Дирекция по техническому развитию
11 марта 1983 у холмов Кирана, Пакистан, Куреши и Заман стали участниками успешного ядерного испытания под кодовым названием Кирана-I. Обоим инженерам было поручено сформировать еще одно подразделение, известное как Управление технического развития (Directorate for Technical Development). Позже Куреши принял участие в секретной программе исследований и разработок ракет под руководством Самара Мубаракмана (Samar Mubarakmand) в 1987 году.
В 1990-х годах управление разработало и провело подтвержденные испытания 24 различных улучшенных конструкций. Комиссия по атомной энергии Пакистанапродолжала эти исследования в строгой секретности.
В 1998 году в ответ на второе испытание Индии «Pokhran-II» премьер-министр Пакистана Наваз Шариф разрешил Комиссии по атомной энергии Пакистана провести дополнительные ядерные испытания под кодовым названием «Чагай-I» в районе Рас-Кох на холмах Чагай. Куреши стал участником первых пяти испытаний ядерных устройств, по предположению, изготовленных из высокообогащенного урана. 30 мая 1998 года комиссия провела еще одно испытание под кодовым названием «Чагай-II» в пустыне Харан. Сообщалось, что испытывалось плутониевое устройство оружейного качества.

## Наследие
В 2005 году Куреши покинул Комиссию по атомной энергии Пакистана и поступил на факультет машиностроения Пакистанского института инженерии и прикладных наук. В знак признания заслуг Куреши был удостоен высших гражданских наград Пакистана — Sitara-e-Imtiaz (1992 г.) и Hilal-e-Imtiaz (2002 г.). Куреши умер 11 августа 2007 года.